# Дълбина в небето
Дълбина в небето (на английски: A Deepness in the Sky) е научнофантастичен роман от американския писател Върнър Виндж. Книгата е номинирана през 1999 за Небюла, а през 2000 получава Хюго за най-добър роман. Тя е предистория (развиваща се 20 хиляди години по-рано) на „Огън в дълбината“ от 1992 година.

## Издания на български език
Първото издание на книгата е в две части:
- „Дълбина в небето“ – Лира Принт, 2002 г., ISBN 954-861-057-8
- „Убежище в дълбината“ – Лира Принт, 2002 г.